# Чогозеро (озеро, Пряжинский район)
Чо́гозеро — озеро в Пряжинском районе Республики Карелия.

## Общие сведения
Котловина ледникового происхождения.
Озера вытянуто с севера на юг. Берега низкие, заболоченные. Донные отложения — серо-зелёный ил.
Основной приток осуществляется через небольшую речку из озера Пряжинское, сток через ручей Чогойя в реку Шуя.
Высшая водная растительность представлена осокой, кувшинкой, кубышкой.
В озере обитают плотва, окунь, щука, налим, ёрш.